# Strada provinciale 49 Imperiale
La strada provinciale 49 Imperiale è una strada provinciale italiana della città metropolitana di Bologna.

## Percorso
Inizia al confine con la provincia di Ferrara, a Santa Maria Codifiume (Argenta), in continuazione con la ferrarese SP 25 Poggio Renatico-Santa Maria Codifiume. Attraversa il fiume Reno e si innesta sulla SP 5 S. Donato ad Alberino, in comune di Molinella.